# Eigenaars- en Landbouwersbond
De Eigenaars- en Landbouwersbond was een Belgische  organisatie van landbouwers en grondbezitters, opgericht in Brugge op 5 december 1885 en ontbonden in 1992. In de beginperiode werden meerdere varianten van de naam gebruikt, waaronder Eigenaars- en Landbouwersbond van 't Arrondissement Brugge (naam volgens de stichtingsakte), Eigenaars- en Landbouwersbond van Brugge, Vrije Eigenaars- en Landbouwersbond van Brugge en Landbouwersbond van Brugge. Dit duurde tot in 1924 het vzw-statuut aangenomen werd. In de praktijk werd meestal de afgekorte versie Eigenaarsbond gebruikt.

## Geschiedenis
Initiatiefnemers waren Karel Beyaert-Storie, drukker, en de priesters Edward Van Robays, leraar aan het Sint-Lodewijkscollege, en Petrus Jacobus Tahon, pastoor te Eernegem.
De stichtingsvergadering vond plaats op 5 december 1885. De stichters waren (meestal adellijke) grootgrondbezitters en landbouwers. Het eerste bestuur werd verkozen op zaterdag 26 december 1885 in de voorlopige zetel van de vereniging, herberg Den Gouden Hoorn op het Simon Stevinplein te Brugge. Voorzitter werd Eugeen de Cock, grondeigenaar te Assebroek. Ondervoorzitters werden senator Leon van Ockerhout uit Brugge en landbouwer Jan Van den Berghe uit Zuienkerke. Er waren zes raadsleden-eigenaars (Eugeen Van Outryve d'Ydewalle, Alfred de Man, Leon Peers, Julien van Caloen, Jozef Floor, Hendrik Kervyn de Lettenhove) en zes raadsleden-landbouwers (Ambrosius Deschepper, Leopold Desutter, Jules D'Hoore, Cornelis Nachteghaele, Louis Pintelon, Jan Van Heule). Edgard Muylle werd schrijver en Ernest van Caloen penningmeester.
Het jaarlijks lidgeld bedroeg in 1886 drie frank (maar slechts één frank voor wie minder dan twee hectaren gebruikte).
In de loop van 1886 werden reeds enkele doelstellingen van de vereniging gerealiseerd: de aankoop van kwaliteitsvolle meststoffen (met een eerste magazijn in de Oostmeers, dat na enkele maanden verhuisde naar de voormalige fabriek van Van Gheluwe, net buiten de Smedenpoort) en de inrichting van een laboratorium dat ter beschikking van de leden stond, ondergebracht in een stadsgebouw langs de Langerei. In De Gouden Hoorn kwam elke week de Middelaarsraad bijeen om aan de leden juridisch advies te geven en problemen in der minne te regelen. In september werd in het magazijn aan de Smedenpoort een voordracht gehouden over het karnen. Op 1 oktober verscheen het eerste nummer van het maandblad van de vereniging. Deze activiteiten worden hierna meer in detail behandeld.
Vanaf 1898 werd de Parijssche Halle in de Kleine Sint-Amandstraat de nieuwe hoofdzetel. De Bond beschikte er over enkele kantoortjes.

### 1924: Vereniging zonder winstgevend doel
Het bestuur van de Bond oordeelde dat het wegens de omvang van de activiteiten noodzakelijk was om aan de vereniging een wettelijke vorm te geven. In de algemene vergadering gehouden op 14 juni in de Parijssche Halle werden de statuten van de nieuwe vzw goedgekeurd.

### 1931: Sint-Jacobsstraat 33
Door een samenwerking tussen de Brandverzekering en de Centrale Brugsche Hallen kon de Bond eind 1931 voor het eerst beschikken over een volwaardig kantoorgebouw met vergaderruimte. De inhuldiging vond plaats op dinsdag 8 december 1931. Voor de middag brachten de genodigden een bezoek aan de magazijnen van de Handelsvereniging en aan het laboratorium in de Langerei. Daarna werden in de bovenzaal de bij een dergelijke gelegenheid horende toespraken gehouden. Na de middag volgde een feestmaal in het Hôtel du Commerce. Voor de kinderen was er een Sinterklaasfeest in de Centrale Hallen.

### 1935: Vijftigjarig bestaan en Koninklijk
Op donderdag 20 juni 1935 werden het vijftigjarig bestaan en het verkrijgen van de titel koninklijk gevierd. Op het programma stonden een tentoonstelling in de lokalen in de Sint-Jacobsstraat 33, de wijding van het vaandel, een optocht door de stad, een jubelzitting in Oud Brugge, een feestmaal in Den Gouden Hoorn en een feest in Oud Brugge. Verslagen hierover verschenen in La Patrie en het Burgerwelzijn van 22 juni. Op 31 augustus publiceerde La Flandre Maritime een lovende bespreking van het Jubelboek dat door M. Vermeire samengesteld werd.

### 1954:Landbouwhuisop het Muntplein 5
In 1954 werden nieuwe kantoren en een vergaderzaal op het Muntplein in gebruik genomen. De volgende diensten van de Bond waren er toen gevestigd: Brandverzekering, Middelaarsraad, Secretariaat, Bestuur, Vakblad "Landbouwer", Landbouwschattingen, Veebondkweeksyndicaat, Sociale Zekerheid en Aangifte van Belastingen.

### 1985: Eeuwfeest
Het honderdjarig bestaan van de bond werd woensdag 4 september gevierd in Moerkerke, met een eucharistieviering in de Sint-Dionysiuskerk, een academische zitting en uitreiking van eretekens in zaal Carina met 365 aanwezigen, waaronder gouverneur Olivier Vanneste en bestendig afgevaardigde Hendrik Olivier. Daarna volgden een Boergondische ontvangst en een galadiner in De Heerlijkheid van Moerkerke.

### 1992: Vereffening
In de Bijlagen van het Belgisch Staatsblad van 2 juli 1992 verscheen het bericht over de ontbinding, de benoeming van vereffenaars en de vereffening van de Koninklijke Maatschappij Eigenaars- en Landbouwersbond.

## Deelactiviteiten
De Bond was op talrijke vlakken actief. Hierna worden enkel de activiteiten vermeld die gedurende een lange periode zijn blijven bestaan.

### Syndicaat
Op 25 januari 1886 werd het Landbouwsyndicaat van de Eigenaars- en Landbouwersbond opgericht, met de bedoeling voor de leden graan en meststoffen van goede kwaliteit aan te kopen. Dit gebeurde onder de financiële verantwoordelijkheid van de leden van het Syndicaat. In 1897 waren de leden Karel Beyaert, Ernest D'Hoore, Jules D'Hoore, Graaf Herwyn, Baron Henri Kervyn, Edgard Muylle, Baron Peers, Baron Alb. van Caloen, Baron Ern. van Caloen en Julien van Caloen.
Gedurende enkele maanden werd een deel van de congregatie van de Onze-Lieve-Vrouwparochie in Oostmeers als magazijn ingericht. Daarna werd een magazijn aangekocht nabij de Smedenpoort. Dit magazijn werd ook gebruikt voor vergaderingen en demonstraties.
De heropstart van de activiteiten na de Eerste Wereldoorlog verliep moeizaam. In 1923 werd het magazijn verkocht aan de Belgische Boerenbond.

### Handelsvereniging
De Samenwerkende Maatschappij Handelsvereniging van de Eigenaars- en Landbouwersbond (afgekort H.E.L.B.) werd gesticht op 24 januari 1925 door 49 leden van de Bond (13 eigenaars en 36 landbouwers). Bij de start werden de eerste verdieping en de zolder van een garage langs het Fort Lapin gehuurd; in 1926 kon het gehele gebouw aangekocht worden. In mei 1928 werden de gebouwen van Les Ateliers du Nord langs de Komvest (Ter Pannestraat 4, bij de Krakelebrug) aangekocht en geleidelijk aangepast aan de behoeften van de Handelsvereniging. Dit gebeurde onder de leiding van Victor Jean Petitat (1904-2007) en Leopold Van de Ryse, die in 1958 opgevolgd werd door zijn zoon Walther (1930-2009). Het terrein beschikte over een spoorwegaansluiting, maar een aanslepend probleem was het ontbreken van een kaaimuur, wat het aanleggen van schepen (114 lichters en 3 zeeschepen in 1961) bemoeilijkte.
In 1979-1980 vroeg de naamloze vennootschap Handelsvereniging, nog gevestigd in de Ter Pannestraat, meerdere vergunningen aan voor verbouwingswerken van een gebouwencomplex langs de Krakeleweg 34, in de nabijgelegen Brugse binnenhaven. Deze gebouwen waren in 1978 door de familie Dumon verkocht aan de N.V. Indimo. Op 8 augustus 1986 publiceerden het Brugsch Handelsblad en het Belgisch Staatsblad het vonnis waarbij de naamloze vennootschap Handelsvereniging ELB failliet werd verklaard. De vennootschap was toen reeds in vereffening. In het Staatsblad van 16 oktober 2006 werd de afsluiting van het faillissement gepubliceerd. De gebouwen langs de Ter Pannestraat werden gesloopt en het terrein is nu een onderdeel van het Baron Ruzettepark.

### Middelaarsraad
De oprichting van een Middelaarsraad werd reeds in de oorspronkelijke statuten van de Bond vermeld. Deze raad had tot doel In der minne en in 't vriendelijke de geschillen te blusschen die tusschen Leden van den Bond zouden kunnen ontstaan. De Middelaarsraad stond vanaf zaterdag 24 november 1888 elke zaterdag in de zetel van de Bond ten dienste van de leden. In de raad zetelden onder meer Gouverneur Baron Albert Ruzette, schepen Louis Ryelandt en advocaat Paul Fraeys.

### Scheikundig Laboratorium
Het oprichting van een scheikundig laboratorium, dat de kwaliteit van de verhandelde meststoffen en granen kon controleren, was een prioritaire doelstelling van de Bond. De beslissing om een laboratorium op te richten werd genomen op 29 januari 1886. Hiervoor kon gerekend worden op de medewerking van de stad, die het gebouw Langerei 24 gratis te beschikking stelde, zorgde voor de inrichting en ook nog een subsidie verleende. Het laboratorium werd erkend en gesubsidieerd door de staat en stond ook ter beschikking van niet-leden. In 1931, toen de Bond zijn nieuwe lokalen in de Sint-Jacobsstraat in gebruik naam, was het laboratorium nog langs de Langerei gevestigd. 

### Brandverzekering van het Arrondissement Brugge
De samenwerkende maatschappij Brandverzekering van het Arrondissement Brugge (afgekort B.A.B.) werd gesticht op 3 september 1904. In 1914 waren er bijna 900 leden met een verzekerde waarde van ongeveer 12 miljoen frank. Eind 1929 (de laatste teruggevonden cijfers) waren er 1540 leden met 1956 polissen en een verzekerde waarde van 82,1 miljoen frank. Op 1 januari 1990 werden alle contracten overgenomen door De Vaderlandse, thans Vivium. De vennootschap bleef als NV Finabel voortbestaan en werd vereffend in 2016.

### De West-Vlaamsche Landbouwer
Het eerste nummer van het maandelijks vakblad van de Bond verscheen op 1 oktober 1888 met als titel Landbouwersbond van Brugge. Op 1 maart 1889 veranderde de titel in De West-Vlaamsche Landbouwer, omdat het vanaf die datum een gezamenlijke uitgave werd van de Brugse Bond en de Landbouwmaatschappij van Tielt-Roeselare. Op 1 mei 1889 sloot het Landbouwcomice van Kortrijk zich hierbij aan. De samenwerking met Kortrijk stopte reeds in september 1889, die met Tielt-Roeselare eind 1892, maar de nieuwe titel bleef behouden. Vanaf 1893 werd het maandblad een weekblad met een oplage van 3000 exemplaren. Tijdens de Eerste Wereldoorlog verscheen het tijdschrift niet en vanaf 1919 verscheen het onregelmatig. Tijdens 1923-1925 werd het een maandblad, vanaf 1926 opnieuw een weekblad. Van 1927 tot 1929 was het gemeenschappelijk voor de Bond en het Landbouwcomice van Brugge met als bijkomende titel De Landman. In 1943-1944 verscheen het onregelmatig, vanaf 1945 halfmaandelijks. In 1950 werd de titel gewijzigd in De Landbouwer. Het laatste nummer verscheen vermoedelijk in 1971. Alleen bij KADOC werd een volledige collectie gevonden. De Brugse stadsbibliotheek heeft twee grote, maar onvolledige collecties.

## Plaatselijke afdelingen en vriendenkringen

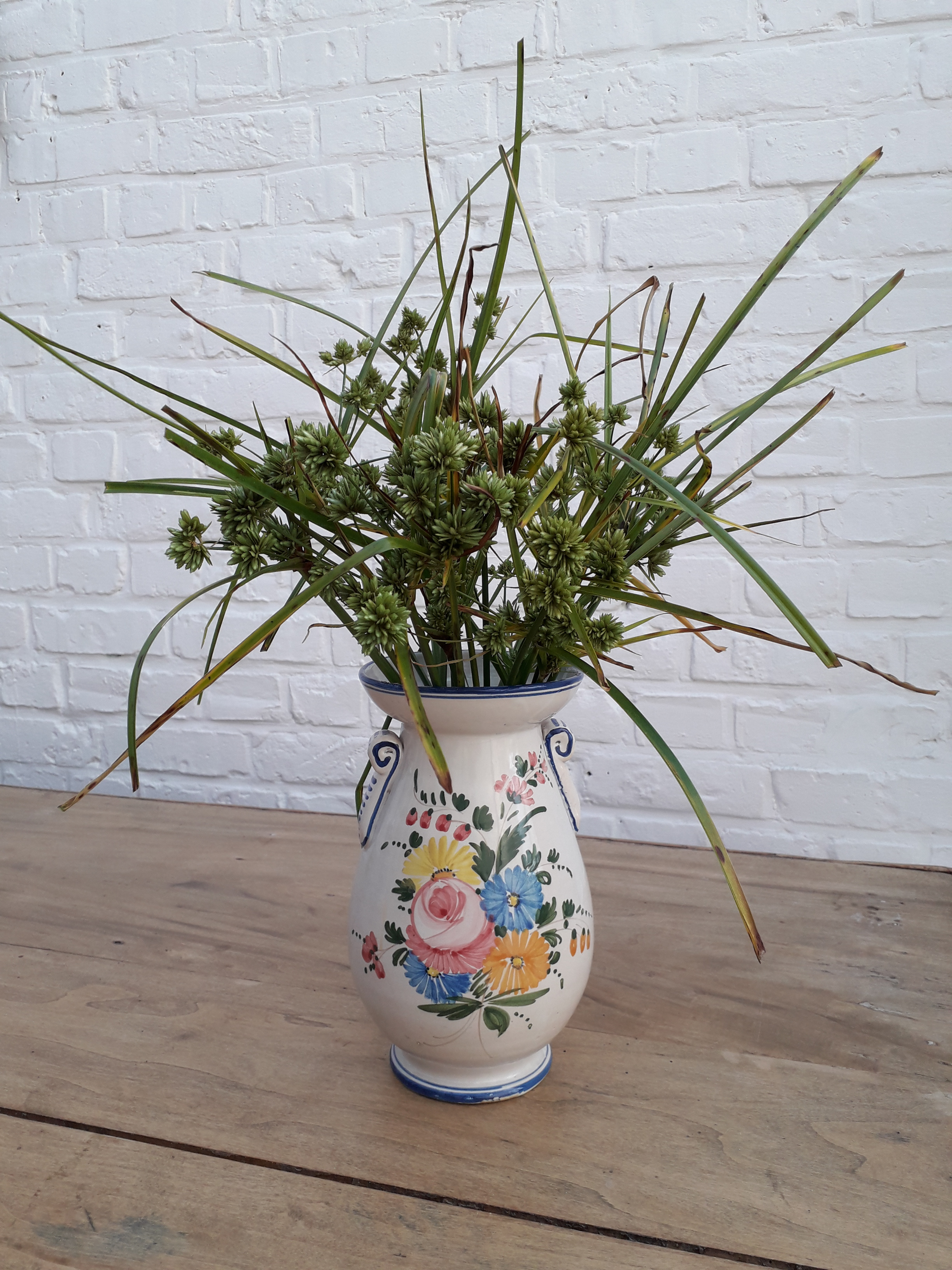
Vaas (hoogte 25 cm) geschonken door de Brugse Eigenaars- en Landbouwersbond op een familiefeest, rond 1950.

Reeds kort na de oprichting werden plaatselijke afdelingen opgericht, gegroepeerd in kringen. In 1935 waren volgende kringen en afdelingen actief:
- Kring Brugge-Noord (met afdelingen Dudzele, Heist, Koolkerke, Lapscheure, Lissewege, Oostkerke, Ramskapelle, Westkapelle, Zeebrugge)
- Kring Brugge-Oost (met afdelingen Hertsberge, Moerkerke, Oedelem, Ruddervoorde, Sint-Kruis)
- Kring Brugge-West (met afdelingen Brugge-Sint-Pieters, Houtave, Meetkerke, Stalhille, Uitkerke, Vlissegem, Zuienkerke)
- Kring Brugge-Zuid (met afdelingen Bekegem, Ettelgem, Jabbeke, Snellegem, Sint-Andries, Varsenare, Zedelgem, Zerkegem)
- Kring Oostende (met afdelingen Klemskerke, Leffinge, Middelkerke, Slijpe, Sint-Pieterskapelle, Wilskerke, Zevekote)

Na de vereffening van de vereniging en teneinde de nog bestaande afdelingen te ondersteunen, werd in 1992 de vzw Vriendenkring van West-Vlaamse Grondeigenaars en Landbouwers (V.W.G.L.) gesticht. De vzw werd in 2010 ontbonden, maar de vriendenkring bleef bestaan als feitelijke vereniging, met vooral leden uit Zedelgem, maar ook leden overgekomen van verdwenen verenigingen uit de regio.

## Relatie met de Belgische Boerenbond
Bij het lezen van overlijdensberichten van landbouwers uit het arrondissement Brugge valt op dat sommigen zowel lid of bestuurslid waren van de Boerenbond en van de Eigenaars- en Landbouwersbond, terwijl dit toch rivaliserende organisaties waren. Circa 90% van de leden hield er een dubbel lidmaatschap op na: omwille van hun pachtheer waren ze lid van de Brugse Eigenaarsbond én omwille van de materiële voordelen hadden ze een lidkaart van de Leuvense Boerenbond.

## Archief
Het archief van de bond (1922-1993, 1,8 meter) wordt bewaard bij het KADOC te Leuven, als onderdeel van het Fonds Landbouwersbeweging.